# Hummer
Hummer este o marcă de camioane și SUV-uri comercializate din 1992 de către AM General atunci când aceasta a început sa vândă o versiune civilă a Humvee M998.
În 1998, General Motors a cumpărat numele mărcii și a produs trei vehicule: originalul Hummer H1, bazat pe Humvee, Hummer H2 și modelul Hummer H3 care au fost bazate pe alte vehicule mai mici civile de piață. Viabilitatea mărcii Hummer a fost revizuită de GM din 2008. Marca nu a fost transferată la Lichidarea Motors Company ca parte a falimentului GM în 2009,  a fost reținută de către GM în scopul de a investiga vânzarea mărcii.
Producătorul chinez de automobile, Sichuan Tengzhong Heavy Industrial Machinery Company a anunțat că ar cumpăra marca Hummer, dacă guvernul aprobă tranzacția. Cu toate acestea, porducătorul chinez de echipamente industriale a retras oferta după ce nu reușise să obțină aprobarea de la autoritățile de reglementare din China. Potrivit Reuters, Ministerul Comerțului din Republica Populară Chineză a respins afacere la 24 februarie 2010, dar o purtătoare de cuvânt a ministerului neagă că a respins cererea care a fost blocată timp de opt luni.
La sfârșitul lunii februarie 2010, General Motors a anunțat că va începe demontarea mărcii Hummer.  Două zile mai târziu, producătorul de automobile a anunțat că a fost abordat cu oferte noi pentru marcă, după ce afacerea cu Sichuan Tengzhong nu a putut fi finalizată.
Până în aprilie 2010, orice vânzare a mărcii a devenit puțin probabilă deoarece inventarul a fost epuizat și dealerii Hummer au început să se închidă. După ce a onorat comanda de o flotă de automobile pentru un serviciu de închiriere, ultimul Hummer H3 a ieșit de pe linia de producție la Shreveport pe 24 mai 2010.

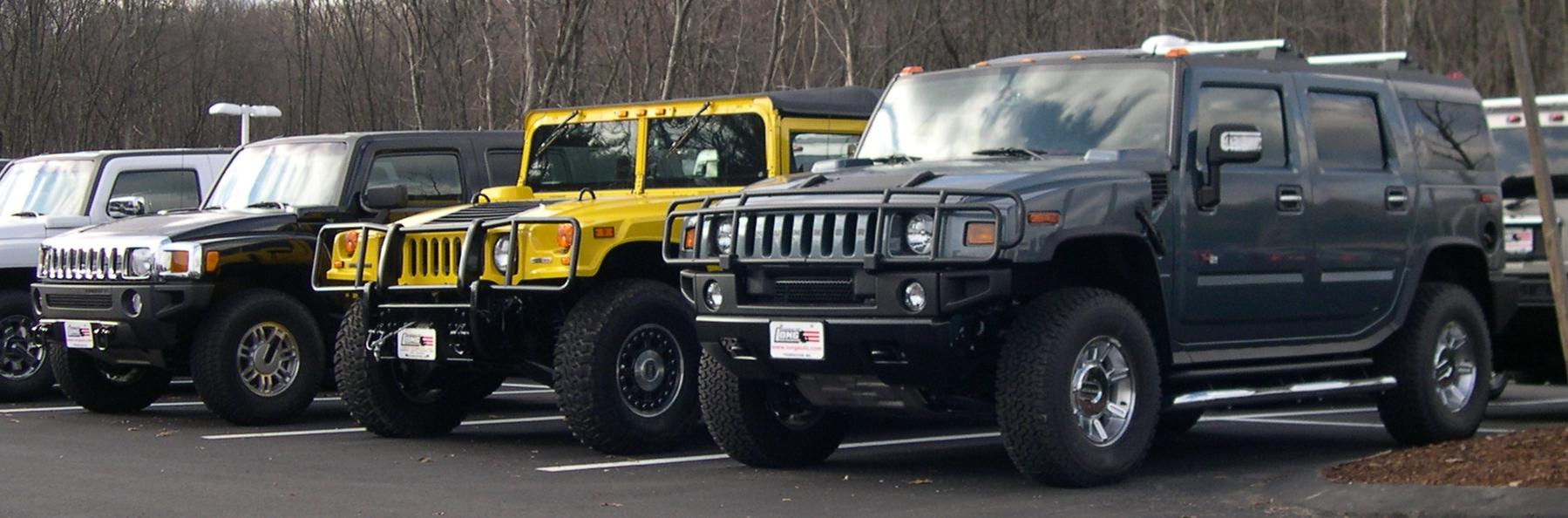
În 2006: H3, H1 și H2 (S-D)

## Renașterea
La jumătatea anului 2019, au început să circule zvonuri conform cărora General Motors se gândea să reînvie placa de identificare Hummer în 2021, întrucât piața vehiculelor off-road atingea niveluri istorice de vânzări. Președintele GM, Mark Ruess, a fost întrebat despre posibila revenire în vara anului 2019 și a spus: „Îmi place Hummer. Nu știu. Ne uităm la tot.” Credibilitatea față de raportarea anterioară a început să se solidifice după încheierea grevei General Motors din 2019, întrucât negocierile contractuale au condus la angajamentul GM de a salva instalația din Detroit-Hamtramck de la închidere, investind în și reorganizând-o pentru a construi viitoare camioane electrice și SUV-uri; produsele urmau să fie construite pe viitoarea platformă de camioane electrice GM "BT1". Documentația proprie a GM a enumerat trei mărci ca produse primite din arhitectura BT1: Cadillac (probabil o Cadillac Escalade electrică), Chevrolet (probabil sub plăcuța Silverado) și un al treilea brand necunoscut denumit „M-Brand”.
Specialiștii din industrie au susținut că au surse care spun că „M-Brand” este într-adevăr Hummer, întrucât o renaștere a mărcii ar avea un sens excelent pentru afaceri, o recunoaștere a numelui bine stabilită eliminând necesitatea unor costuri extinse de marketing. Renașterea Hummer pe platforma BT1 a fost cunoscută pe plan intern sub numele de „Proiectul O”, numit potențial după fostul inginer șef Camaro Al Oppenheiser (omul responsabil pentru întoarcerea Camaro în 2010), care a fost mutat curios și brusc de la dezvoltarea Camaro la supraveghere un program de surse EV a susținut că este proiectul de renaștere Hummer. Ulterior, Oppenheiser a confirmat el însuși acest lucru. Până în noiembrie 2019, prognozii proeminenți ai industriei auto, precum AutoForecast Solutions și LMC Automotive, au declarat presei că a confirmat că Hummer va reveni cu două modele electrice, un pick-up și un SUV, cândva în 2021. GM a refuzat să comenteze această chestiune. La 21 noiembrie 2019, CEO-ul General Motors, Mary Barra, a confirmat într-un comunicat de presă că GM va lansa într-adevăr o camionetă electrică în toamna anului 2021, dar nu a numit marca sub care va fi construită.
Noua linie Hummer nu va fi o marcă de sine stătătoare, așa cum a fost înainte ca General Motors să depună faliment, ci în schimb va fi un model al mărcii GMC GM. Acest lucru va permite GM să ocolească construcția scumpă a unei infrastructuri de dealeri pentru Hummer, toate valorificând în același timp imaginea puternică a mărcii GMC.
La 30 ianuarie 2020, GM a lansat o serie de scurte videoclipuri teaser, dezvăluind în cele din urmă revenirea oficială a lui Hummer. Spoturile scurte tachinează o reclamă de 30 de secunde la Super Bowl, cu superstarul NBA, LeBron James. Teasers-urile confirmă întoarcerea plăcii de identificare ca submarcă electrică pentru SUV și camioane care urmează să fie vândută sub marca GMC. Potrivit teaser-urilor, producția EV va avea 1.000 de cai putere, va atinge 60 mph în 3 secunde și va fi dezvăluită pe 20 mai 2020 (data a fost ulterior împinsă înapoi la 20 octombrie 2020). GMC Hummer EV, așa cum se va ști, va merge cap la cap împotriva viitorilor rivali cu baterie, cum ar fi Tesla CyberTruck, Rivian R1T și Bollinger B1. Va urma un SUV electric în 2022, cu pick-up-ul numit „Hummer EV SUT”, iar SUV-ul „Hummer EV SUV”.
Hummer EV SUT a fost dezvăluit oficial pe 20 octombrie 2020, în cadrul World Series 2020. SUV-ul Hummer EV a fost dezvăluit în cadrul turneului NCAA Final Four din 3 aprilie 2021.